# Anarchists Against the Wall
Anarchists Against the Wall (AATW) (en català: Anarquistes Contra el Mur), és una organització israeliana formada per anarquistes i antiautoritaris que s'oposen a la construcció del Mur de Cisjordània i de la tanca de la Franja de Gaza. El grup empra mètodes de resistència noviolenta i de desobediència civil mitjançant l'acció directa.
L'AATW considera la Segona intifada com una lluita pels drets humans, descrivint el mur com «una de les amenaces més grans que ha conegut la població palestina durant el segle XX a fi de fer la vida tan aterridora perquè resti una única opció: l'exili».

## Filosofia
El grup qüestiona la legalitat del mur en generar una situació d'apartheid, i al·lega que el seu objectiu és la confiscació de terres, l'ocupació colonitzadora i, en última instància, la separació dels territoris palestins. L'ATTW organitza accions noviolentes en contra de la construcció del mur i posa l'accent en que les accions directes als Territoris Palestins es desenvolupin sota la direcció de les comunitats locals. L'ATTW rebutja cooperar activament amb les forces violentes del moviment d'independència palestí, car com a anarquistes s'oposen al nacionalisme, al fonamentalisme religiós i a la raó d'Estat.
A més de les seves accions solidàries, procuren difondre l'ideari llibertari entre simpatitzants jueus, palestins i les persones amb qui estableixen vincles.
No necessàriament tots els seus integrants s'autodefineixen com a anarquistes encara que, sovint, són objectors de consciència o antimilitaristes. Afirma tenir un centenar de membres actius que es coordinen amb àrabs palestins i grups jueus israelians.

## Història
L'ATTW sorgeix en el curs d'una protesta al campament de Mas'ha per part d'activistes israelians. Es va formar l'abril de 2003 en el llogaret cisjordà de Mas'ha, on els activistes es van agrupar per crear un camp de resistència. El camp va durar 4 mesos, temps en el qual va ser visitat per estrangers i israelians. L'AATW va començar a coordinar accions antimur a Salem, 'Anin, i Zabube. Encara que en origen les accions de boicot al mur van anar canviant de nom, el desembre de 2003 els soldats israelians van disparar a les cames i a curta distància a Gil Na'amati, un activista també israelià. La publicitat que va rebre aquest fet va fixar definitivament el nom del grup amb el nom triat per a aquella acció: Anarquistes Contra el Mur.
A partir d'aquell moment, l'activitat d'ATTW s'intensificà amb manifestacions gairebé diàries en sectors de la ciutat de Tel-Aviv i a diferents zones de Cisjordània, en particular als llogarets de Bil'in (on han aconseguit canviar el traçat de la tanca), a l'oest de Ramallah, Al-Ma'asara i Ertas al sud de Betlem, i de Beit Ummar al nord d'Hebron. Sovint, l'exèrcit israelià modifica les seves accions quan sospita la presència d'algun israelià en una manifestació.

## Formes d'acció

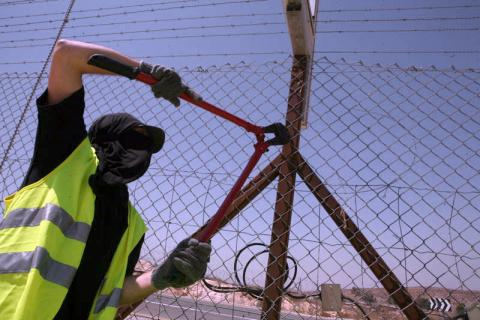
Activistes d'Anarchists Against the Wall desmantellen la tanca de Beit Mirsim

Les formes d'acció d'AATW passen per bloquejar les tasques de construcció del mur i tallar segments de la tanca. El 26 de desembre de 2003, durant el curs d'una manifestació, prop del llogaret de Mas'ha, l'exèrcit va disparar i va ferir Gil Na'amati, un anarquista i exintegrant de les brigades paracaigudistes de l'exèrcit. Els trets es van efectuar després que els manifestants tallessin una secció de la tanca realitzant una protesta simbòlica i sense que els soldats avisessin que estaven a punt de disparar. L'agost de 2004, en col·laboració amb palestins residents a Cisjordània, membres de l'AATW van irrompre a través de la tanca durant una marxa des de Jenin a Jerusalem.
El febrer de 2006, Matan Cohen, un jove activista de l'AATW, va ser ferit amb bales de goma per soldats israelians durant una manifestació en el llogaret de Beit Sira després de ser llançades pedres contra les forces de seguretat, resultant ferits tres soldats de la policia fronterera. Cohen, ferit a l'ull esquerre, va relatar als reporters: «El que sento és que la sang dels activistes d'esquerra i la dels palestins és barata». Mesos abans, un soldat israelià va perdre l'ull esquerre per l'impacte d'una pedra llençada pels manifestants.
Durant la Guerra del Líban de 2006, al voltant de 40 integrants de l'AATW es van manifestar enfront d'una de les casernes militars de l'exèrcit Israelià, on van ser atacats pels militars, copejats i arrestats 12 dels activistes. L'agost es va produir el major dany causat a un activista israelià. Durant una manifestació contra el mur a Bil'in, un agent de la policia fronterera israeliana va disparar a l'advocat Limor Goldstein al cap amb una bala d'acer recoberta de goma, a una distància de 10 a 20 metres. Disparar bales de goma a curta distància està prohibit i les proves videogràfiques indiquen que el tret no responia a cap provocació.
El 3 de febrer de 2007 van ser als principals carrers en Tel-Aviv i els van tancar amb filferro de pues. Al llarg de l'any 2008 alguns dels activistes van patir detencions i denúncies per part de les autoritats israelianes a causa de les seves accions en solidaritat amb els palestins. Durant l'Operació Plom Fos, el desembre de 2008 i gener de 2009, se solidaritzaren activament amb els civils palestins, essent detinguts alguns dels seus militants en una manifestació a l'aeroport militar de Tel-Aviv.

## Finançament
L'AATW es finança amb donacions particulars i aportacions individuals, ja que els diners dels Estats i d'altres institucions no s'accepten com a donatius. Les donacions es destinen a l'assistència jurídica dels activistes detinguts.
Encara avui activistes d'AATW són arrestats i condemnats per la seva participació en la lluita contra «el mur de la vergonya». El grup acumula 60 condemnes i compta amb la col·laboració de l'advocada Gaby Lasky. L'AATW té un deute de gairebé 40000 dòlars en despeses legals i ha fet una crida a la solidaritat internacional a fi de continuar intervenint en el conflicte palestí-israelià i les accions contra el mur.